# SoftBank
SoftBank Group Corp. (Japans: ソフトバンクグループ株式会社, Romaji: Sofutobanku Gurūpu Kabushiki-gaisha) is een Japans multinational conglomeraat dat zich richt op telecommunicatie, media, e-commerce, internet, robotica, financiën en marketing. SoftBank Group stond in 2022 in de ranglijst van Forbes Global 2000 op de 44e positie als grootste bedrijf ter wereld. De aandelen van het bedrijf staan genoteerd aan de Tokyo Stock Exchange. 

## Activiteiten
Het bedrijf is voornamelijk een investeerder in bedrijven op het gebied van de telecommunicatie en internet. In Enkele gevallen neemt het dusdanig grote belangen in bedrijven dat ze moeten worden geconsolideerd. Twee grote bedrijfsonderdelen zijn SoftBank Corporation, dit zijn voornamelijk de voormalige telefoonactiviteiten van Vodafone, en Z Holdings Corporation, het voormalige Yahoo Japan Corporation. Verder wordt de Engelse chipontwikkelaar ARM geconsolideerd en ook Brightstar Corporation. Deze laatste is een distributeur van mobiele apparatuur en is vooral buiten Japan actief. Daarnaast heeft SoftBank Group in honderden bedrijven minderheidsdeelnemingen, waaronder ongeveer 4% van de aandelen van Alibaba Group.
Het bedrijf heeft een gebroken boekjaar, het boekjaar 2022 loopt van 1 april 2021 tot en met 31 maart 2022. Het jaarverslag over deze periode krijgt het jaartal 2022.

## Belangen en overnames
In 2014 telde SoftBank in totaal 756 dochterondernemingen. De overgenomen bedrijven blijven daarbij zo veel mogelijk zelfstandig opereren.
Een overzicht van enkele belangen en overnames:
- SoftBank was een van de eerste om te investeren in de internetbedrijven Yahoo! en Alibaba in 1999.
- SoftBank werd op 28 januari 2005 de eigenaar van het Fukuoka SoftBank Hawks honkbalteam.
- Op 17 maart 2006 werd bekend dat het bedrijf de Japanse dochteronderneming van Vodafone kocht.
- In oktober 2012 nam het een aandelenbelang van 70% in het Amerikaanse telecombedrijf Sprint. SoftBank zocht een groeimarkt omdat omzetgroei in Japan moeilijk te realiseren is. Met een overnamesom van US$ 20 miljard was het de grootste acquisitie van SoftBank ooit.[4] Op 1 april 2020 gingen Sprint en T-Mobile USA officieel samen en SoftBank kreeg een belang van 24% in de combinatie.[1] SoftBank heeft nadien zijn belang fors afgebouwd door aandelen te verkopen.
- In oktober 2013 kocht het een meerderheidsbelang van 51% in Supercell.[5]
- SoftBank kocht op 18 juli 2016 de chipontwikkelaar Arm voor een bedrag van 27,9 miljard euro.[6] Vier jaar later, op 13 september 2020 kondigde NVIDIA aan dat ze met SoftBank overeenstemming heeft bereikt om ARM over te nemen voor zo'n 33,7 miljard euro.[7] Op 7 februari 2022 heeft NVIDIA de overname afgeblazen, er kwam te veel weerstand van toezichthouders en klanten. SoftBank mag de US$ 1,25 miljard houden die NVIDIA reeds heeft betaald.[8] Op 14 september 2023 kregen de aandelen Arm een notering op de NASDAQ. De introductieprijs was US$ 51 per aandeel en SoftBank verkocht ongeveer 10% van de aandelen Arm.
- Een jaar later werd op 9 juni 2017 de overname van Boston Dynamics bekendgemaakt.[9]
- Op 19 december 2018 bracht het een minderheidsbelang in de Japanse telecom activiteiten naar de beurs. Met de aandelenverkoop ontvangt het bedrijf zo'n US$ 23,5 miljard.[10]
- Op 14 november 2017 werd overeenstemming bereikt voor een investering van US$ 10 miljard in Uber. SoftBank werd hiermee de grootste aandeelhouder met een belang van 15%.[11]
- In augustus 2022 verminderde SoftBank het belang in Alibaba van 23,7% naar 14,6%. Deze verkoop leverde een boekwinst op van US$ 34 miljard.[12] In april 2023 verkocht het nog een pakket aandelen waarmee het belang uitkwam op 3,8%.[13] Deze verkoop leverde SoftBank US$ 7,2 miljard op.
- Medio november 2022 besluit Masayoshi Son zich terug te trekken uit het bestuur van SoftBank en zich volledig te richten op Arm.[14]
- In juli 2024 kocht SoftBank het Britse Graphcore.[15] Graphcore past in de strategie van SoftBank om een belangrijke speler te worden op het gebied van halfgeleiders en kunstmatige intelligentie. Er werken ongeveer 400 mensen voor Graphcore.
- In augustus 2024 kondigde het bedrijf aan voor US$ 3,4 miljard aan eigen aandelen in te kopen.[16] De koers van het aandeel SoftBank is lager dan de waarde van de beleggingen en met de koop wil het bedrijf deze discount verkleinen.

## Geschiedenis
SoftBank werd in Tokio op 3 september 1981 opgericht door Masayoshi Son. Son had al op jonge leeftijd interesse in economie waar hij later op afstudeerde. Zijn eerste kapitaal wist hij te verdienen met het verkopen van een vertaalmachine aan Sharp, en het importeren van arcademachines.
In juli 2015 werd de naam van het bedrijf veranderd van SoftBank Corp. naar SoftBank Group Corp.

## Nederlandse investeringen
In Nederland investeerde SoftBank onder meer in Sendcloud en Lumicks.